# Dunhuang-Grotten
Dunhuang-Grotten (chinesisch 敦煌石窟, Pinyin Dūnhuáng Shíkū, englisch Dunhuang Grottoes) ist eine Sammelbezeichnung für verschiedene buddhistische Höhlentempel im Gebiet von Dunhuang, Provinz Gansu, China. Manchmal werden auch nur die Mogao-Grotten und die Westlichen Tausend-Buddha-Höhlen (Xi Qian Fo dong) darunter verstanden oder auch nur die Mogao-Grotten.
Zu den Dunhuang-Grotten zählen
- die Mogao-Grotten (莫高窟,  Mògāo Kū, englisch Mogao Grottoes), 40° 2′ 14″ N, 94° 48′ 15″ O
- Westliche Tausend-Buddha-Höhlen – Xi Qianfodong (西千佛洞,  Xī Qiānfódòng, englisch West Thousand Buddha Caves), 39° 58′ 37″ N, 94° 22′ 0″ O
- die Yulin-Grotten (榆林窟,  Yúlín Kū, englisch Yulin Grottoes) 40° 3′ 33″ N, 95° 56′ 10″ O
- Östliche Tausend-Buddha-Höhlen – Dong Qianfodong (東千佛洞 / 东千佛洞,  Dōng Qiānfódòng, englisch East Thousand Buddha Caves)
- Kleine Tausend-Buddha-Höhlen von Shuixiakou – Shuixiakou Xiao Qianfodong (水峽口小千佛洞 / 水峡口小千佛洞,  Shuǐxiákǒu  Xiǎo Qiānfódòng, englisch Small Thousand Buddha Caves at Shuixiakou) – im Chinesischen meist als Shuixiakou Xiadongzi Shiku (水峽口下洞子石窟 / 水峡口下洞子石窟,  Shuǐxiákǒu Xiàdòngzi Shíkū) bekannt
- Fünf-Tempel Grotten von Subei – Subei Wugemiao Shiku (肅北五個廟石窟 / 肃北五个庙石窟,  Sùběi Wǔgèmiào Shíkū),
- Ein-Tempel Grotten – Yigemiao Shiku (一個廟石窟 / 一个庙石窟,  Yīgèmiào Shíkū),
- Changma Grotten von Yumen – Yumen Changma Shiku (玉門昌馬石窟 / 玉门昌马石窟,  Yùmén Chāngmǎ Shíkū).